# Liga de Voleibol Superior Masculino 2017
La Liga de Voleibol Superior Masculino 2017 si è svolta dal 14 al 17 settembre 2017: al torneo hanno partecipato 7 franchigie portoricane. Il torneo è stato inizialmente sospeso il 5 settembre a causa del passaggio dell'Uragano Irma, per poi riprendere brevemente il 14 settembre. Sospeso nuovamente il 18 settembre a causa del passaggio dell'Uragano Maria, viene definitivamente cancellato il 4 ottobre. Nei primi mesi del 2018 viene idealmente sostituito dalla Coppa Federación, un mini torneo a cadenza settimanale ideato per l'occasione della FPV.

## Regolamento
È prevista una regular season in cui le sette squadre partecipanti si affrontano fino ad un totale di diciassette incontri, al termine dei quali le prime sei classificate accedono ai play-off scudetto:
- ai quarti di finale le sei squadre vengono divise in due gironi da tre squadre ciascuno, affrontandosi in un doppio round-robin;
- le prime due classificate dei due gironi dei quarti di finale si incrociano alle semifinali, giocate al meglio delle sette gare;
- le formazioni vincenti alle semifinali si affrontano in finale, giocando nuovamente al meglio delle sette gare.

## Squadre partecipanti
Al campionato di Liga de Voleibol Superior Masculino 2017 partecipano 7 sette franchigie, due delle quali, i Cafeteros de Yauco e i Gigantes de Adjuntas, frutto di una nuova espansione della lega, e una, i Capitanes de Arecibo, reduce da una stagione di inattività; quattro franchigie aventi diritto non si sono iscritte, ossia i Caribes de San Sebastián, i Cariduros de Fajardo, i Patriotas de San Juan e i Plataneros de Corozal. 
| Club                 | Stagione | Città     | Impianto                         | Stagione precedente                      |
| -------------------- | -------- | --------- | -------------------------------- | ---------------------------------------- |
| Cafeteros de Yauco   | dettagli | Yauco     | Coliseo Raúl "Pipote" Oliveras   | -                                        |
| Capitanes de Arecibo | dettagli | Arecibo   | Coliseo Manuel Iguina            | -                                        |
| Changos de Naranjito | dettagli | Naranjito | Coliseo Gelito Ortega            | 7ª in LVSM                               |
| Gigantes de Adjuntas | dettagli | Adjuntas  | Coliseo Rafael Llull Pérez       | -                                        |
| Gigantes de Carolina | dettagli | Carolina  | Coliseo Guillermo Angulo         | 8ª in LVSM                               |
| Indios de Mayagüez   | dettagli | Mayagüez  | Palacio de Recreación y Deportes | 1ª in LVSM; semifinali play-off scudetto |
| Mets de Guaynabo     | dettagli | Guaynabo  | Coliseo Mario Morales            | 4ª in LVSM; Campioni di Porto Rico       |

## Campionato

### Regular season
| Risultati |                      |     |                            |
|           |                      |     |                            |
| 07-09     | Mayagüez - Guaynabo  | -   |                            |
| 08-09     | Naranjito - Carolina | -   |                            |
| 08-09     | Arecibo - Adjuntas   | -   |                            |
| 09-09     | Yauco - Mayagüez     | -   |                            |
| 10-09     | Guaynabo - Naranjito | -   |                            |
| 10-09     | Carolina - Arecibo   | -   |                            |
| 14-09     | Carolina - Adjuntas  | 3-0 | 25-19, 25-17, 25-20        |
| 14-09     | Yauco - Guaynabo     | 1-3 | 23-25, 25-22, 16-25, 21-25 |
| 15-09     | Naranjito - Arecibo  | 1-3 | 16-25, 25-17, 23-25, 22-25 |
| 16-09     | Carolina - Guaynabo  | 3-0 | 25-21, 26-24, 25-14        |
| 17-09     | Arecibo - Mayagüez   | 3-1 | 25-27, 25-21, 25-14, 28-26 |
| 17-09     | Adjuntas - Yauco     | 3-1 | 23-25, 29-27, 25-19, 25-23 |
| 20-09     | Arecibo - Naranjito  | -   |                            |
| 20-09     | Mayagüez - Carolina  | -   |                            |
| 20-09     | Adjuntas - Guaynabo  | -   |                            |
| 22-09     | Adjuntas - Arecibo   | -   |                            |
| 22-09     | Naranjito - Yauco    | -   |                            |
| 22-09     | Carolina - Mayagüez  | -   |                            |
| 05-10     | Naranjito - Mayagüez | -   |                            |
| 05-10     | Carolina - Yauco     | -   |                            |
| 06-10     | Guaynabo - Arecibo   | -   |                            |
| 07-10     | Adjuntas - Mayagüez  | -   |                            |
| 07-10     | Yauco - Naranjito    | -   |                            |
| 08-10     | Guaynabo - Carolina  | -   |                            |
| 11-10     | Arecibo - Guaynabo   | -   |                            |
| 11-10     | Adjuntas - Naranjito | -   |                            |
| 12-10     | Yauco - Carolina     | -   |                            |
| 13-10     | Mayagüez - Adjuntas  | -   |                            |
| 13-10     | Naranjito - Arecibo  | -   |                            |
| 14-10     | Guaynabo - Yauco     | -   |                            |

| Risultati |                      |   |  |
|           |                      |   |  |
| 15-10     | Adjuntas - Carolina  | - |  |
| 15-10     | Mayagüez - Naranjito | - |  |
| 18-10     | Arecibo - Yauco      | - |  |
| 18-10     | Adjuntas - Carolina  | - |  |
| 19-10     | Naranjito - Guaynabo | - |  |
| 20-10     | Yauco - Mayagüez     | - |  |
| 20-10     | Arecibo - Carolina   | - |  |
| 21-10     | Guaynabo - Adjuntas  | - |  |
| 22-10     | Mayagüez - Yauco     | - |  |
| 25-10     | Mayagüez - Arecibo   | - |  |
| 25-10     | Naranjito - Adjuntas | - |  |
| 26-10     | Guaynabo - Carolina  | - |  |
| 27-10     | Yauco - Arecibo      | - |  |
| 27-10     | Adjuntas - Naranjito | - |  |
| 28-10     | Guaynabo - Mayagüez  | - |  |
| 29-10     | Yauco - Adjuntas     | - |  |
| 01-11     | Arecibo - Yauco      | - |  |
| 02-11     | Carolina - Naranjito | - |  |
| 02-11     | Mayagüez - Guaynabo  | - |  |
| 03-11     | Arecibo - Adjuntas   | - |  |
| 04-11     | Naranjito - Mayagüez | - |  |
| 04-11     | Carolina - Yauco     | - |  |
| 05-11     | Guaynabo - Adjuntas  | - |  |
| 08-11     | Naranjito - Guaynabo | - |  |
| 08-11     | Adjuntas - Yauco     | - |  |
| 09-11     | Carolina - Arecibo   | - |  |
| 10-11     | Mayagüez - Adjuntas  | - |  |
| 11-11     | Yauco - Naranjito    | - |  |
| 11-11     | Guaynabo - Arecibo   | - |  |
| 12-11     | Mayagüez - Carolina  | - |  |

#### Classifica
| Pos. | Squadra              | Pt | G | V | P | SV | SP | Ratio | PF | PS | Ratio |
| ---- | -------------------- | -- | - | - | - | -- | -- | ----- | -- | -- | ----- |
| 1    | Gigantes de Carolina | 6  | 2 | 2 | 0 |    |    |       |    |    |       |
| 2    | Capitanes de Arecibo | 6  | 2 | 2 | 0 |    |    |       |    |    |       |
| 3    | Mets de Guaynabo     | 3  | 2 | 1 | 1 |    |    |       |    |    |       |
| 4    | Gigantes de Adjuntas | 3  | 2 | 1 | 1 |    |    |       |    |    |       |
| 5    | Changos de Naranjito | 0  | 1 | 0 | 1 |    |    |       |    |    |       |
| 6    | Cafeteros de Yauco   | 0  | 2 | 0 | 2 |    |    |       |    |    |       |
| 7    | Indios de Mayagüez   | 0  | 1 | 0 | 1 |    |    |       |    |    |       |

| Ai play-off scudetto |